# Gynoplistia tenuifilosa
Gynoplistia tenuifilosa là một loài ruồi trong họ Limoniidae. Chúng phân bố ở miền Australasia.